# 鐵路機車

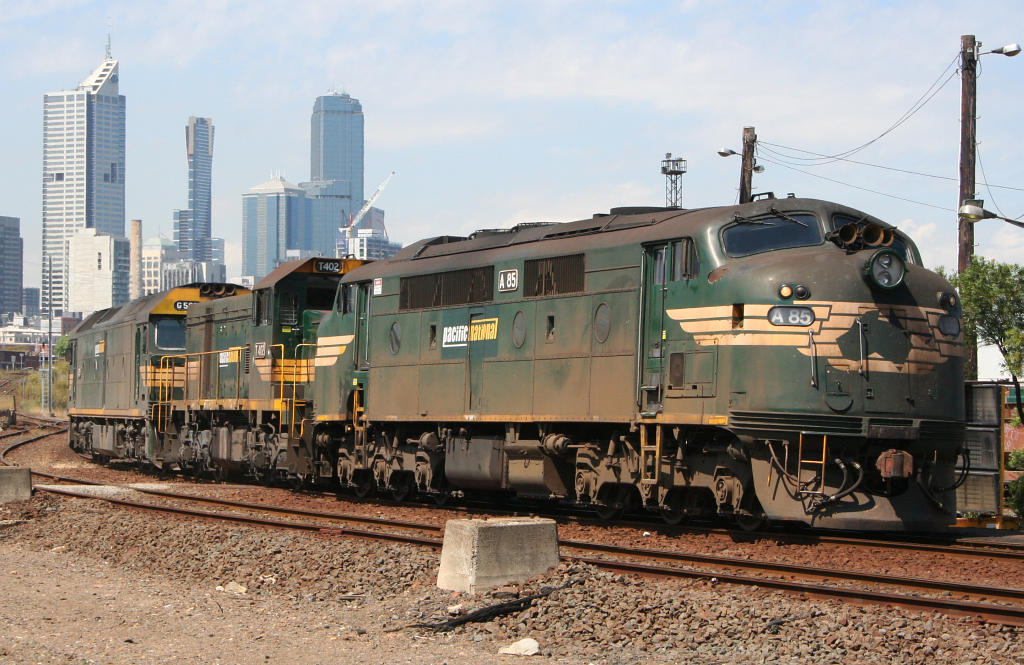
不同車體結構的柴油機車：棚式車體(cab unit/boxcab（左、右）、罩式車體（中）。圖中的柴油機車隸屬於澳大利亞太平洋國家鐵路。

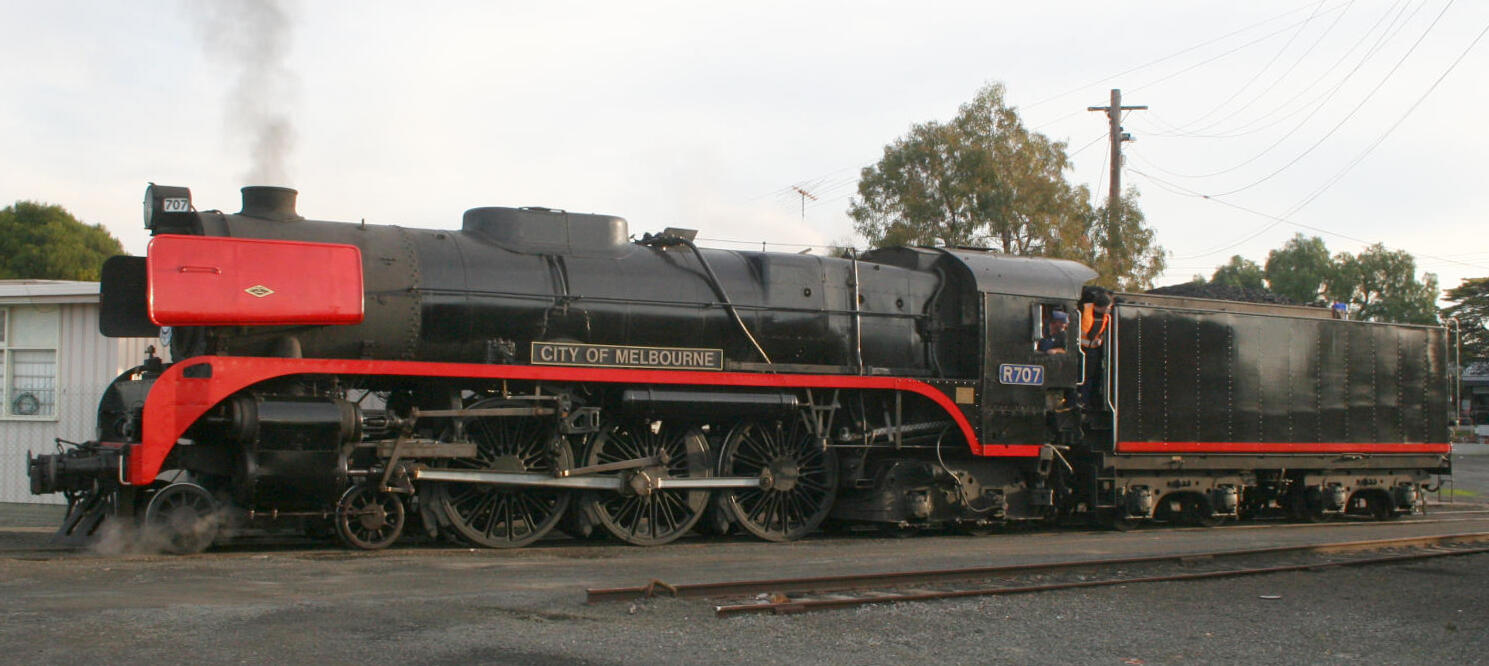
編號為R707的維多利亞鐵路R型 蒸汽機車正在澳大利亞的維多利亞鐵路服役。

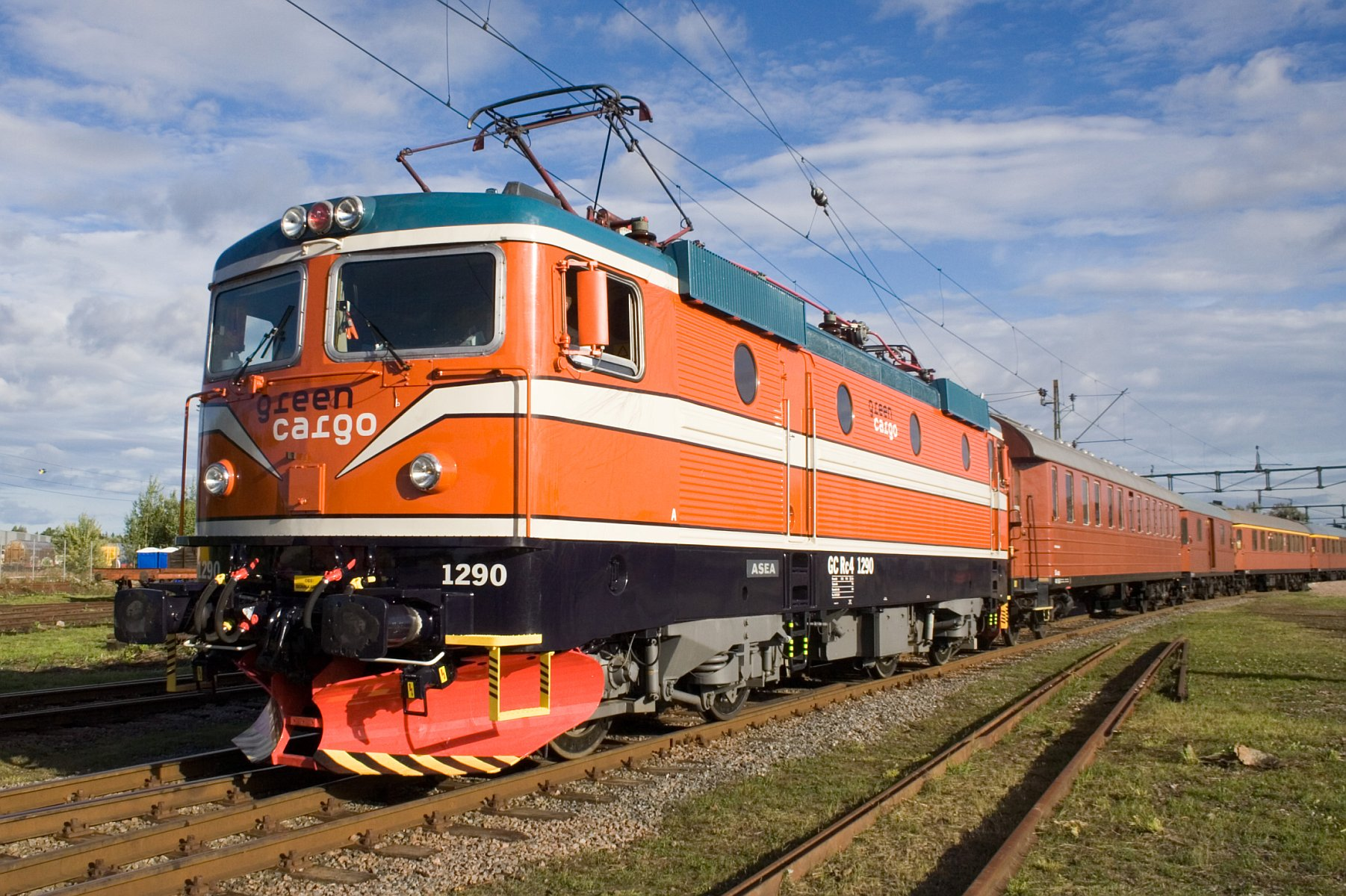
由Green Cargo運營的瑞典鐵路Rc4型電力機車（攝於2006年），因瑞典鐵路(SJ)150週年紀念而塗有SJ原始塗裝。

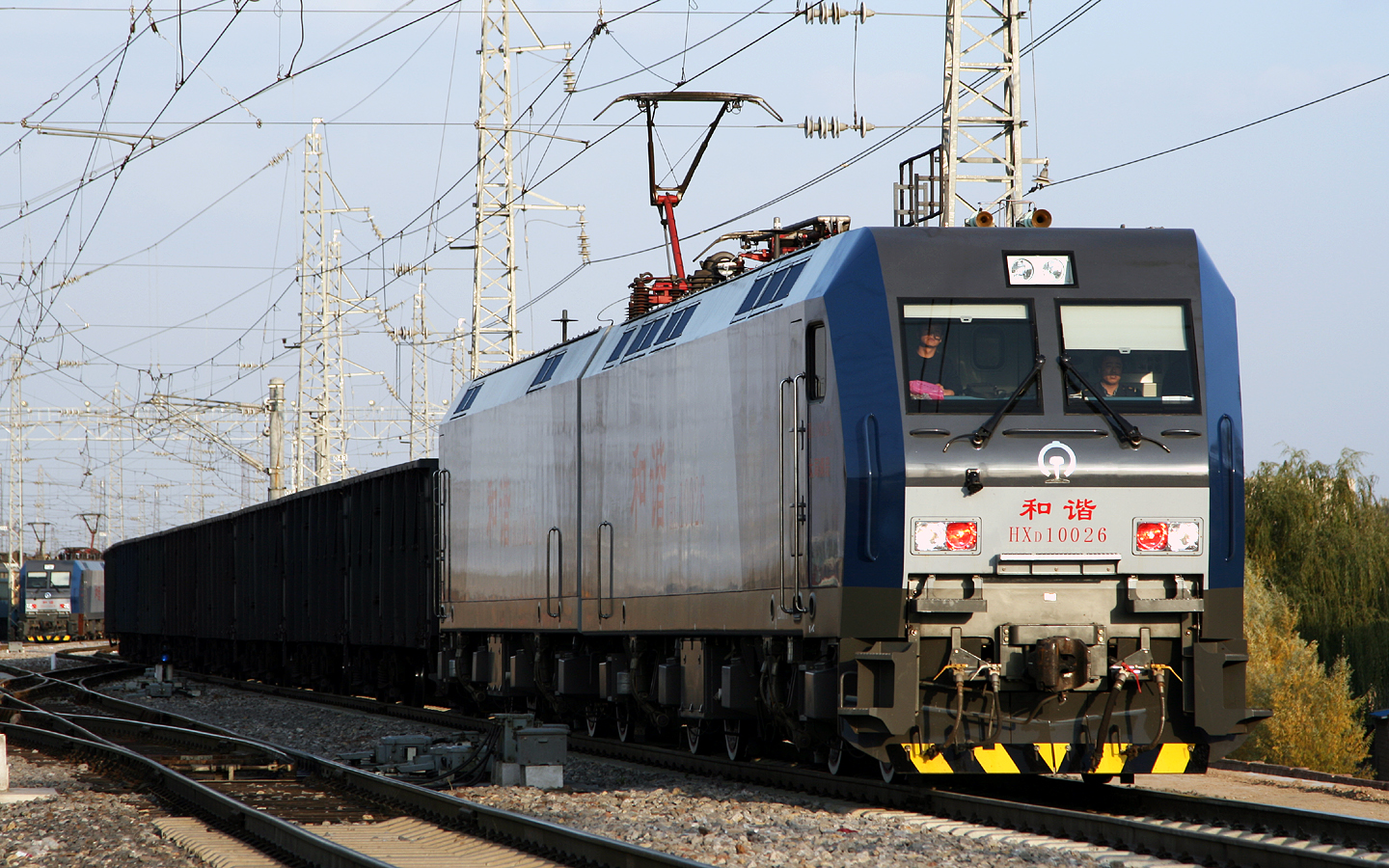
大秦鐵路牽引萬噸貨列的和谐1型电力机车。

鐵路機車（俗稱火車頭）是一種用來提供鐵路列車動力的鐵路車輛，用來在軌道上驅動列車。不同於動力車廂，鐵路機車只提供列車動力，本身沒有載重空間。
在過去，鐵路機車總是在前面拉動列車。然而現今的機車經常採用「推拉式列車」的模式：機車在前方時，駕駛在機車內控制機車「拉動」後方的列車；列車掉頭後，機車改成向後「推動」列車，駕駛則在列車後方的控制车或另一輛機車內同時控制所有機車。然而在北美地區，即使連掛了「中車」（mid-train；放在列車中間的鐵路機車）和「尾車」（tail-end“helpers”；放在列車尾部的鐵路機車），在整列列車需要26,000馬力（19,000千瓦）的淨牽引力時，「中車」或「尾車」最多只提供9,000馬力（6,700千瓦）的淨牽引力。

## 詞源

### 英文
英語中「鐵路機車」一詞是“locomotive”，字首“loco”在拉丁文中有著「從某地」之意（“locus”的離格），字首和中世紀的拉丁詞“motivus”（產生運動）合併起來就是“locomotive”。“locomotive”一字也是英語中“locomotive engine”的簡寫，首次使用是在十九世紀初，用以區別"自我推動引擎"和"固定式蒸汽引擎"。

### 中文
《海國圖志》中的文獻介紹蒸汽機是「火蒸水氣、舟車所動之機關」。亦是「火車」等詞匯之詞源。

## 歷史
在鐵路機車出現之前，人力、馬力、重力或是固定的驱动机（作為提供地面缆车的動力）等低技術動力系統都曾被用作提供轨道交通系统的動力。
第一批成功服役的鐵路機車由來自英國康沃爾地區的發明家理查·特里維西克。在1804年，他所設計的蒸氣機車首次應用是在威爾斯地區的梅瑟蒂德菲爾鎮附近的潘尼達倫鐵工廠牽引軌道車廂。即使這台蒸氣機車能能一次牽引五輛載有10.2噸鐵和70個乘客的車廂行駛9哩（14公里），但當時所用的鑄鐵軌道難以承載蒸氣列車的重量，理查所設計的蒸氣機車行駛三次即宣告退役。此後理查製造了一系列的鐵路機車，其中一台有幸被當時在英國北部泰恩賽爾地區的年輕著名英國工程師喬治·史蒂芬生發現。

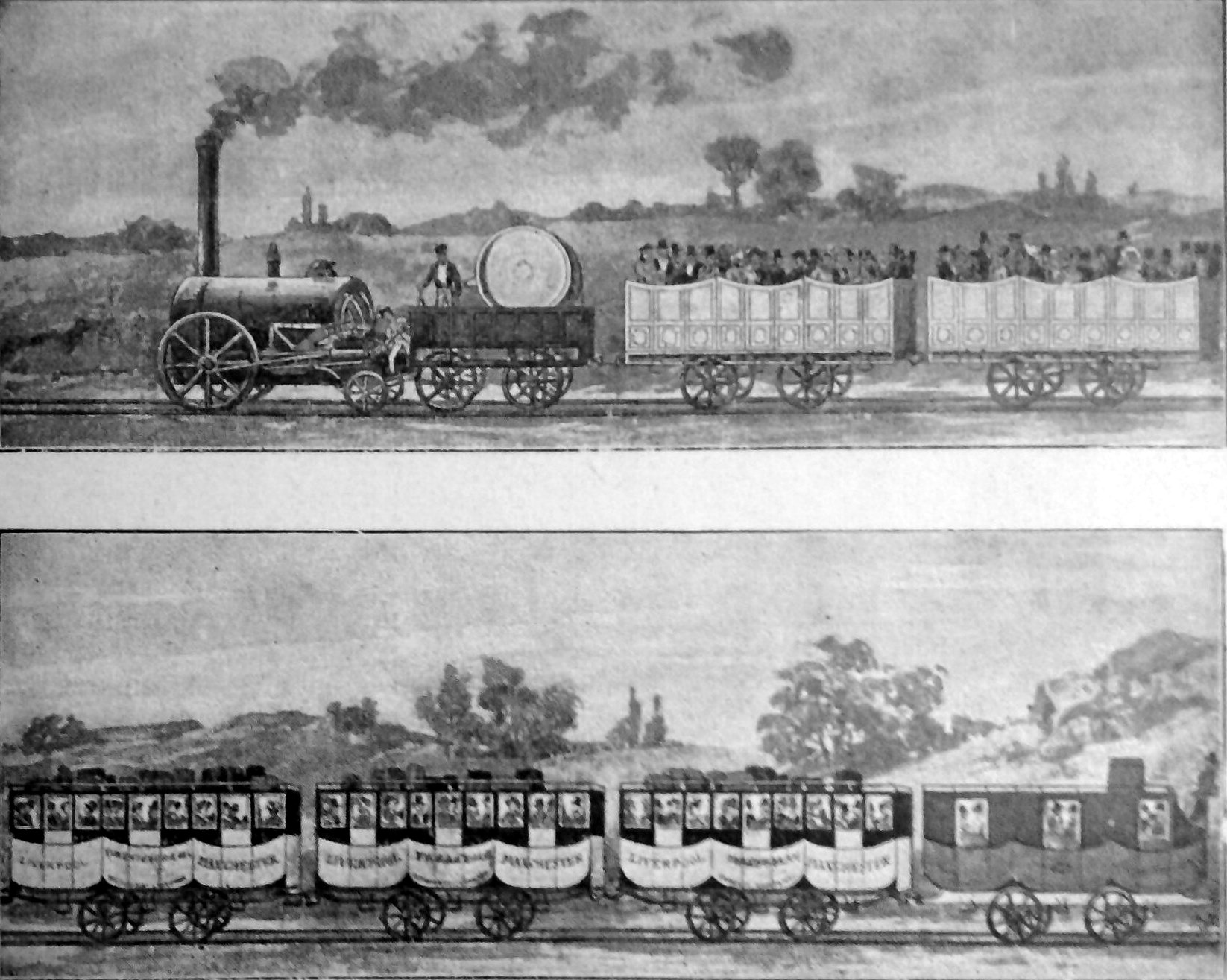
英國的利物浦──曼徹斯特鐵路在1830年啟用，是史上第一條城際客運鐵路

第一輛成功用作商業用途的蒸汽機車就是馬太·梅利的齒軌機車（參見齒軌鐵路）；這部為了米德爾頓鐵路（一條窄軌鐵路）而在1812年建成的機車名為薩拉曼卡。1813年，另一部機車隨之而來；這機車為了威南煤礦鐵路而建，由克里斯托弗·布萊克特和威廉·赫德利建造。這輛叫作「噴氣比利」的機車是第一輛成功地只是使用「粘著式鐵路」的方式行駛的鐵路機車。「噴氣比利」現時在倫敦科學博物館展出；她是現存歷史最悠久的鐵路機車。
1814年，喬治·史蒂芬生還在基林沃思煤礦做一個坑口絞車操作員；他被之前由特里維西克和赫德利所建造的鐵路機車所啟發，就說服煤礦經理，准許他建造一架蒸汽機車。他建造了「Blücher」，第一輛使用法蘭技術製造的輪子、又使用「粘著式鐵路」的鐵路機車。史蒂芬生在鐵路機車的發展、和蒸汽機車被廣泛接受的過程中，扮演了關鍵性的角色；他的設計改善了其他鐵路機車的設計先驅之工作。1825年，他為了在英國北部的斯托克頓－達林頓鐵路建造了「運動一號」，使這條鐵路成了第一條公共蒸汽鐵路。1829年，史蒂芬生建造了「火箭號」；這「火箭號」就是那輛在著名的「雨山比賽」中勝出的鐵路機車。「火箭號」的成功促使史蒂芬生成立了自己的公司；這間公司是傑出的蒸汽機車製造商，其產品遍及英國、美國和歐洲大部分的地方。英國的利物浦──曼徹斯特鐵路在1830年啟用，是史上第一條城際客運鐵路；在這條鐵路上，蒸汽機車均是載客和載貨列車的唯一一種鐵路機車。

## 使用特點
優點：
- 維修容易：維修一部機車比多部動車容易。
- 安全：把動力系統放在遠離乘客的機車較安全；特別是蒸汽機車存在鍋爐爆炸的可能。
- 替換動力方便：倘若機車故障，或是要進入不同電力區間，可以簡單替換；而無需把整列動車組更換。
- 效率：當動車組沒有工作時會成為浪費動力的裝置，機車則可以較容易調整分派。
- 裝備更新靈活：機車及客車、貨車車廂折舊快慢不一，可以分別更新而互不影響。
- 減少客車車廂的噪音：産生動力會出現噪音，尤其是內燃機動力的機車；動力集中化可減少客車車廂的噪音，提高舒適度。

缺点：
- 若尾端車廂沒有駕駛室，當列車需要掉頭時(尤其是港灣式月台)就得更换机车(例如滬九直通車需在株洲站摘掛機車)。
- 列車動軸較少，加減速性能較差。
- 承載效率較低，作為機車的車頭多半僅能供駕駛乘坐，動力分散式的列車車頭車尾仍能作為客車。
- 車軸重，容易破壞鐵軌。

## 應用
傳統上，鐵路機車是在列車的前面牽引車廂。近年很多的客車改用「推拉」方式運作，列車往一個方向行駛時由機車在前面拉；往另一方向時則由機車在後面推，由司機在另一端遙控位於車尾的機車；推拉也可以指兩端各一輛機車頭一推一拉。
機車通常也會做為在其他車組在運行中發生故障時的動力應急來源（應急使用的機車頭在臺灣俗稱「補機」或「大補丸」），例如台灣的縱貫鐵路山線段或是東部幹線宜蘭段，由於坡度較高，通常貨運列車都會加掛另一個機車頭作為補機用，而客運用電聯車若發生動力不足或是動力故障但冷氣馬達未故障時，也會加掛補機讓該班次得以順利運轉。

## 分類
鐵路機車一般會按動力來源劃分。

### 蒸汽機車

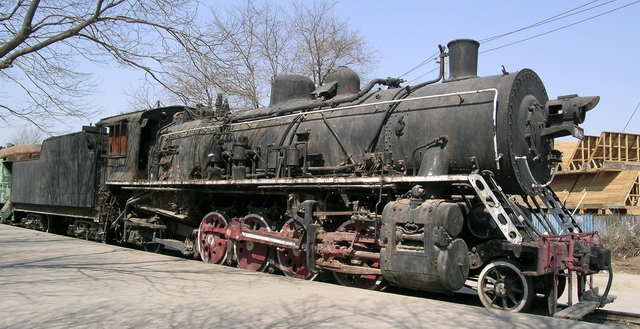
解放型蒸汽机车，中国1960年代造
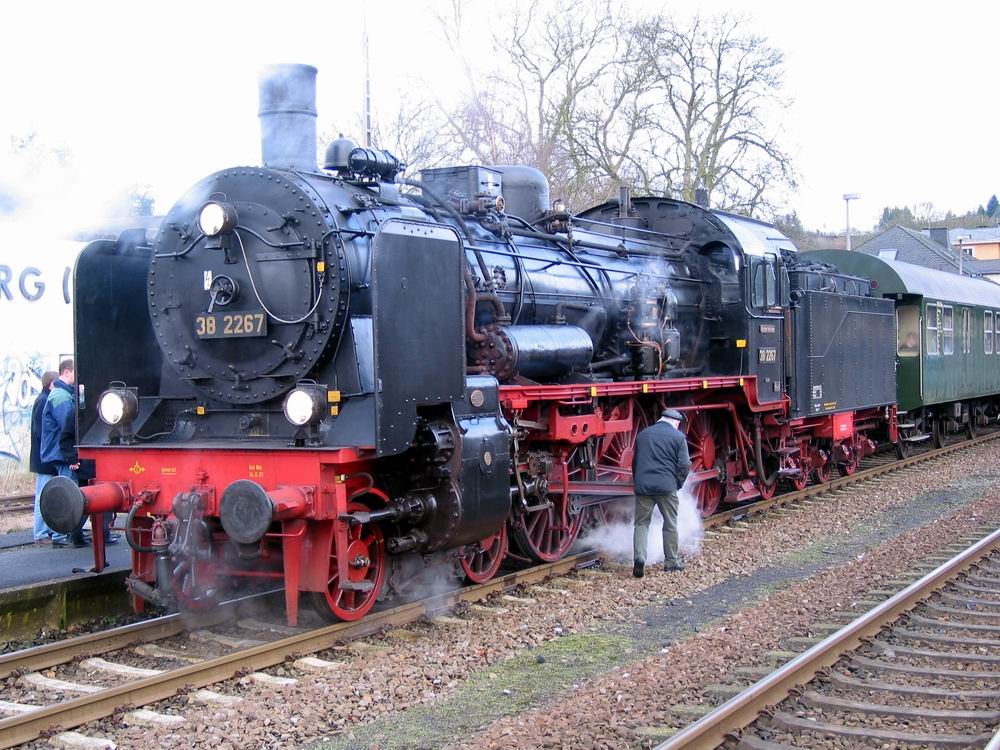
普魯士的P8型蒸汽機車，德國統一後成為德國國鐵038型
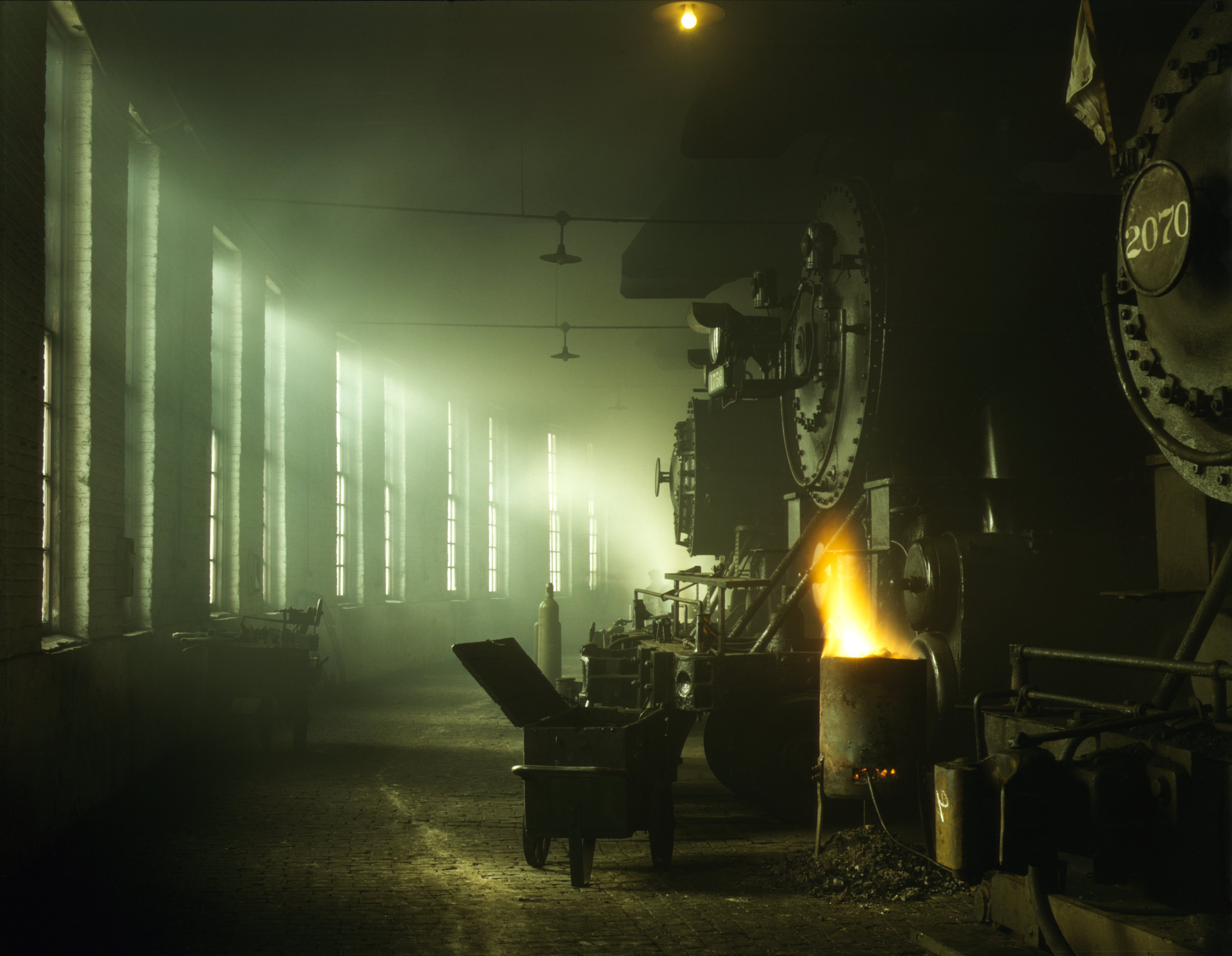
1942年美国伊利诺州芝加哥铁路站场中停放的西北铁路局的蒸汽机车

在十九世紀最先出現的機車是以蒸汽推動的。到第二次世界大战結束時，蒸汽機車仍是最常見的機車。
蒸汽機車的速度紀錄是由英國的倫敦及東北鐵路A4型所創下。1938年7月3日，該型機車中的一臺——倫敦及東北鐵路4468號機車（别號“Mallard”）牽引鐵路車輛7輛，在一個稍微下坡路段創下時速126英里（203公里）的紀錄。德國、美國的蒸汽機車亦達到接近的速度。一般認為這是蒸汽機車的速度極限。
蒸汽機車在二十世紀中開始被內燃機車所取代。1960年代末，世界上仍然有使用蒸汽機車作商業運作的國家已寥寥無幾。到了二十世紀末，蒸汽機車在北美洲及歐洲基本上已被完全淘汰，只會間中在特別為鐵道迷及遊客安排的路线上行走。墨西哥仍有很少量的蒸汽機車在偏遠的地方運作。
在中國，某些地區煤炭的價格比石油低很多，使蒸汽機車仍然有它們的價值。中國曾經是全球最後一個製造大型蒸汽機車的國家，位於山西的大同車廠一直生產蒸汽機車至1988年；哈尔滨火车站在1990年代中期仍旧能够看到为数不少的蒸汽机车，而位于同一个省份的牡丹江火车站则可以看到停放在一旁供人参观的1930年代日本小型蒸汽机车。近年中國蒸汽機車的數量在迅速減少。
印度曾經大量使用蒸汽機車，但現在它們只會在空氣稀薄的山區運作。

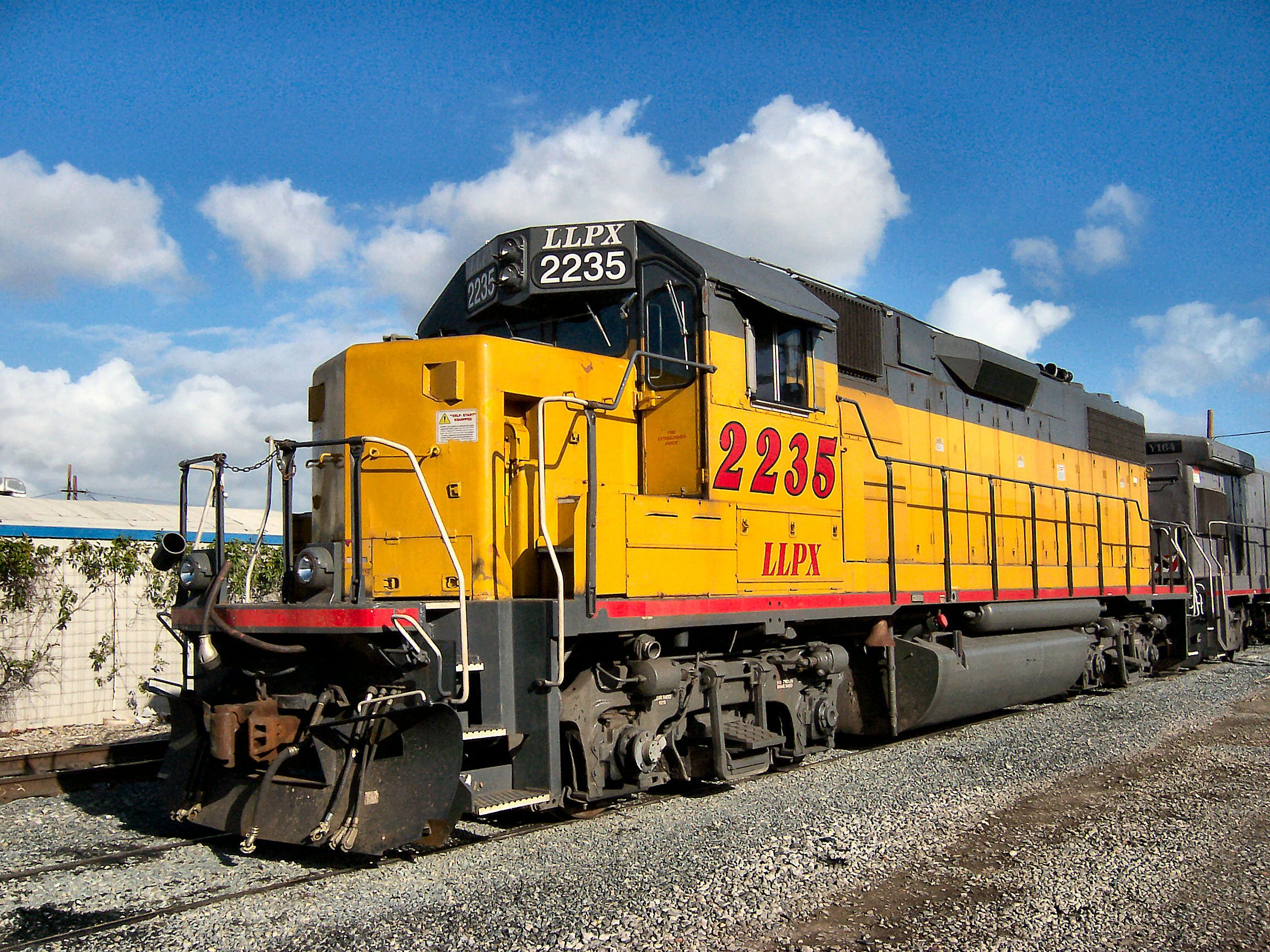
美國GP38-2型內燃機車

### 柴油機車
柴油機車是指所有動力來源為柴油引擎的鐵路機車。自20世紀中開始柴油機車在世界大部份地方成為主要鐵路機車種類，因為柴油機車可以直接取代蒸汽機車，不像電力機車必須依賴其他的電力傳送設施，如架空線或第三軌。不過自1950年代起電力機車在傳動力、加速力、和最高速度上逐漸超越柴油機車。依照動力傳動方式的不同，柴油機車又可分為電力傳動、液力傳動、和機械傳動三大分類。

### 燃氣機車
二次大戰後很多國家都曾經嘗試製造燃氣機車。燃氣機車使用的燃氣渦輪發動機與噴射飛機的基本一樣，但是輸出改為推動旋轉軸。多數的燃氣機車的燃氣發動機都是以均速運行，帶動發電機發電，由電動機推動車輪。
燃氣機車輸出的功率非常大，但它們產生的噪音亦非常嚴重，聽起來好像和飛機一樣。燃氣機車的效率亦欠佳；最初這不是一個問題，因為燃氣機車可以使用當時非常廉價的燃料：重油。後來煉油技術能夠把重油分解成汽油，燃氣機車於是失去了廉價的燃料。1970年代能源危機後，燃氣機車的運作成本變得很高。現在多數已被淘汰。

### 電力機車

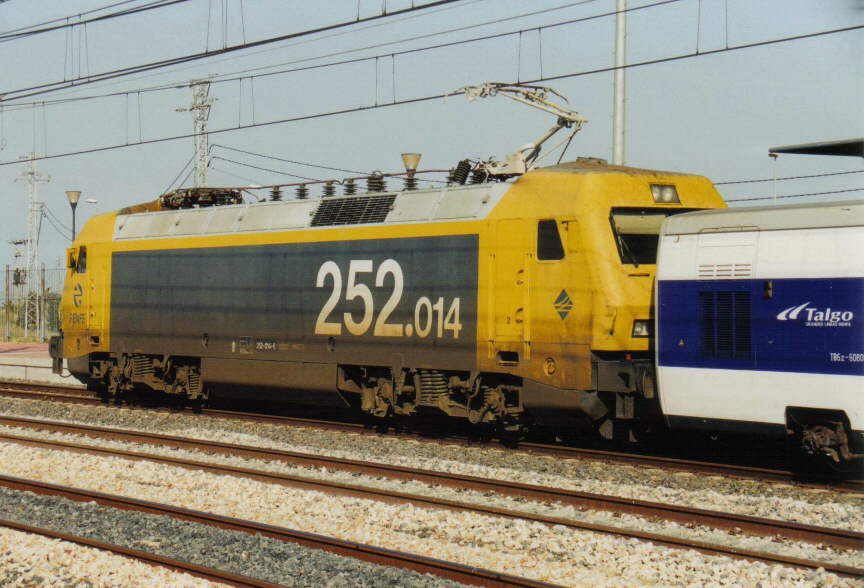
西班牙國鐵252型電力機車「L'阿爾迪-安波斯塔-托托沙號」
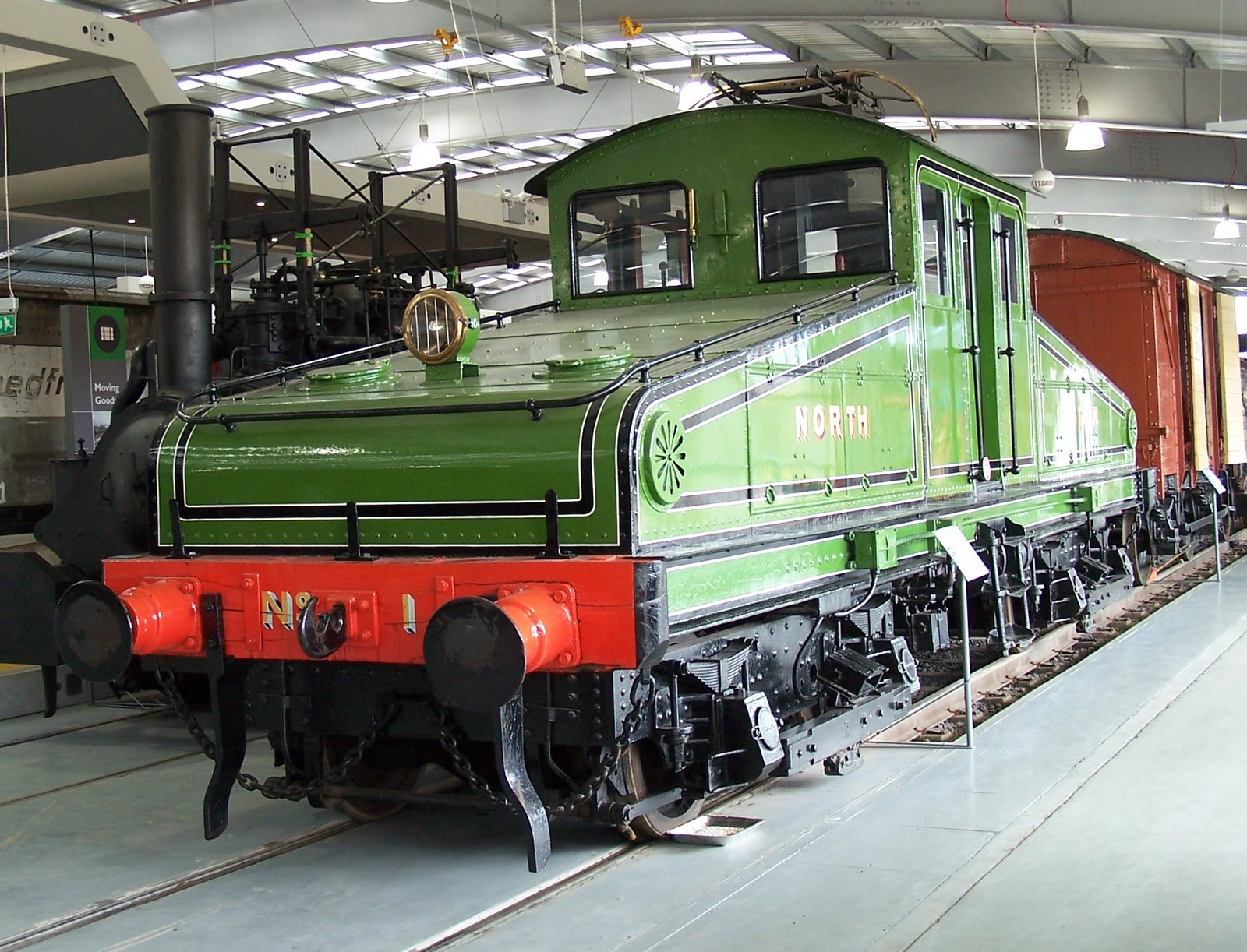
一輛早期的電力機車使用了尖塔式設計（英语：steeplecab）：英國東北鐵路的一輛ES1級鐵路機車（編號為一號）。1905年攝於英國。
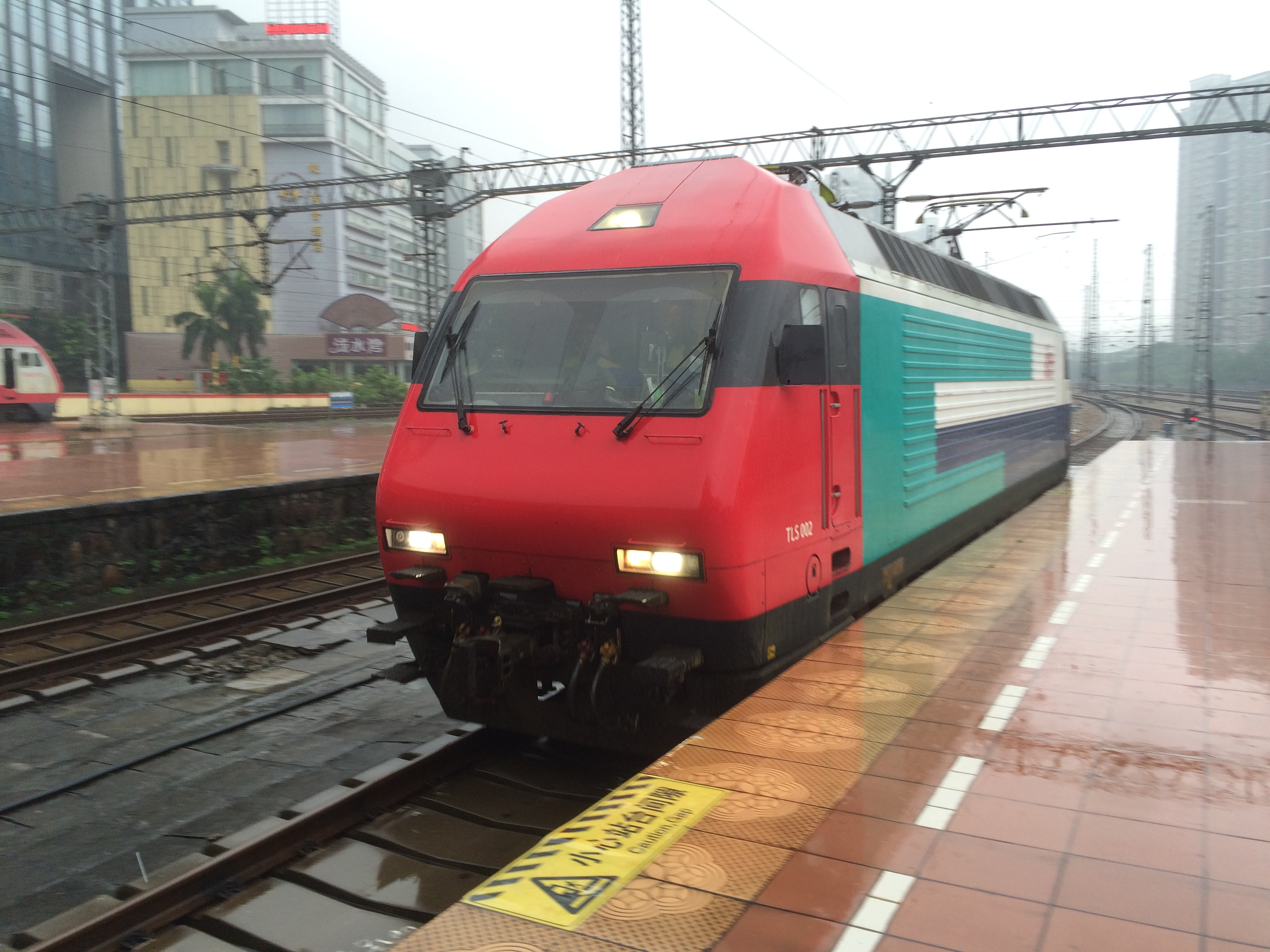
正在廣州東站調度的Re460型电力机车，負責牽引九廣通列車

電力機車使用的能量，由車外經過架空電纜或第三軌提供，在不使用超級電容的情況下只能在電氣化鐵路行駛。雖然把鐵路電氣化的價格很高，但是電力動車組和電力機車的運作成本比內燃機車為低，也不會造成沿線的空氣污染。而且電氣化列車的加速性能及再生制動都比較良好，因此十分適合在乘客密集的客運線上使用。絶大部分的高速鐵路都是以電力推動，因為它們所需要的大動量能很難完全由放在車上的发动机直接產生。电力机车的供电电压很高，可以减少馈线用铜量。控制电力机车电机的先进技术包括VVVF，就是变压变频技术。

## 圖庫

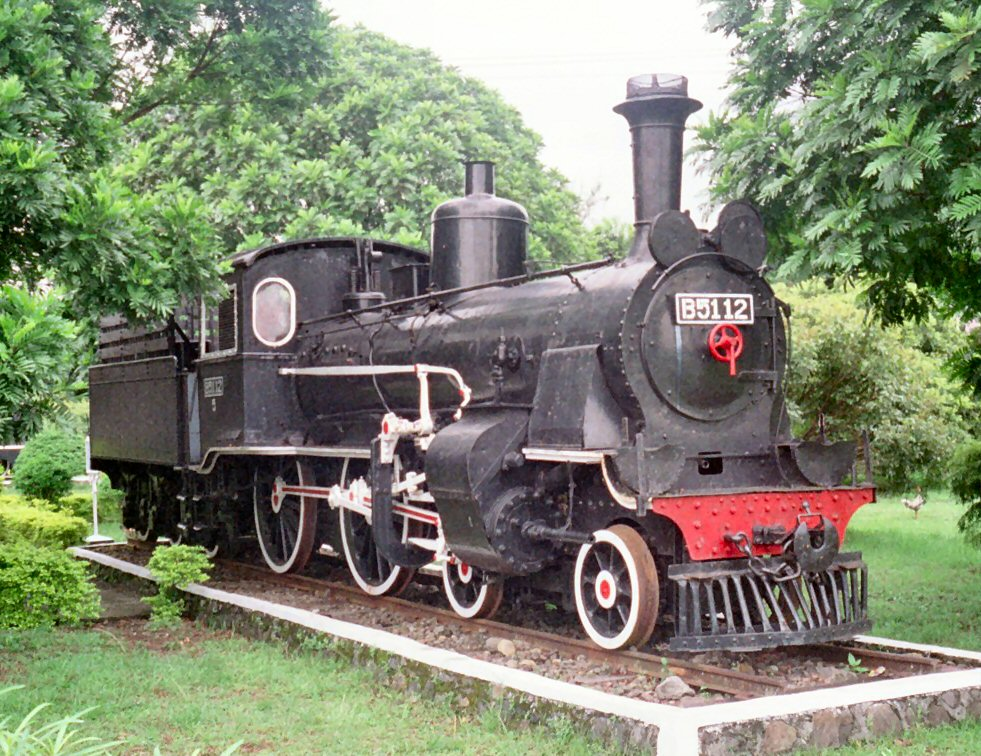
印尼安巴拉華鐵路博物館（英语：Ambarawa Railway Museum）的B-5112蒸氣機車。
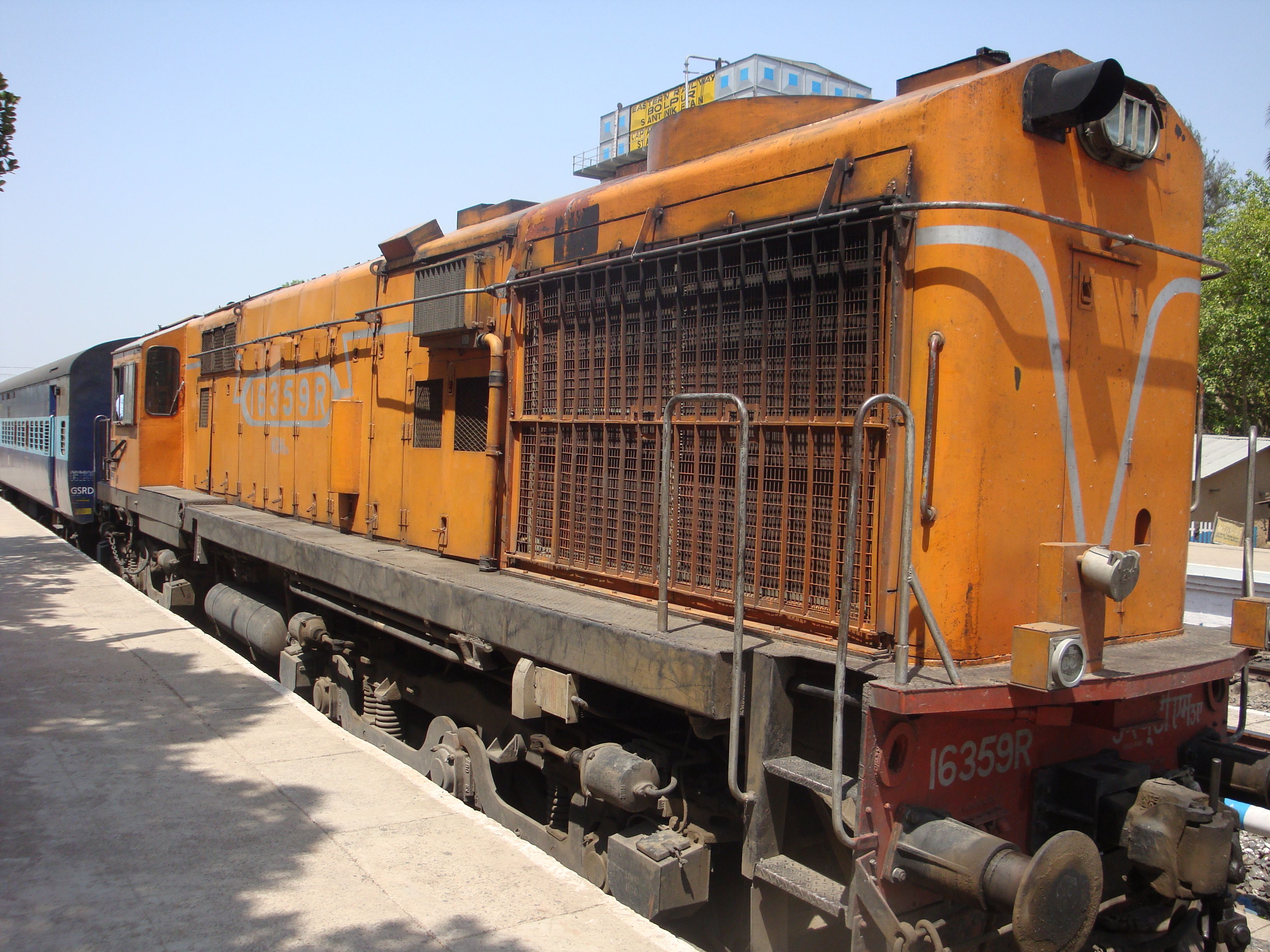
印度鐵路公司的印度WDM-3A型鐵路機車柴油機車停在印度的桑蒂尼蓋登
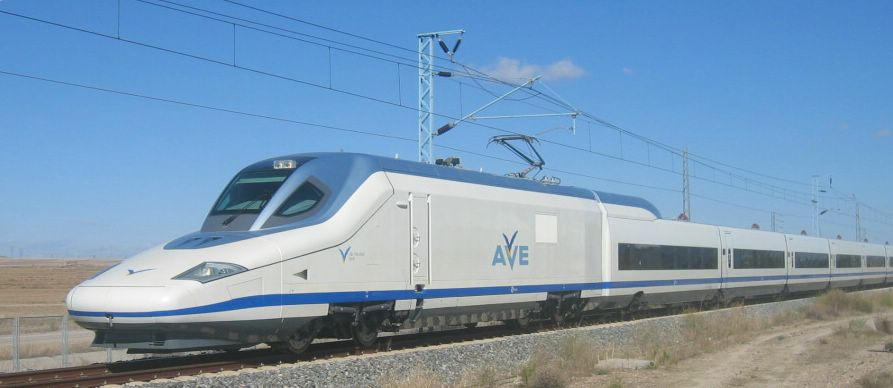
西班牙現代電力機車西班牙高鐵102型牽引Talgo客車行駛
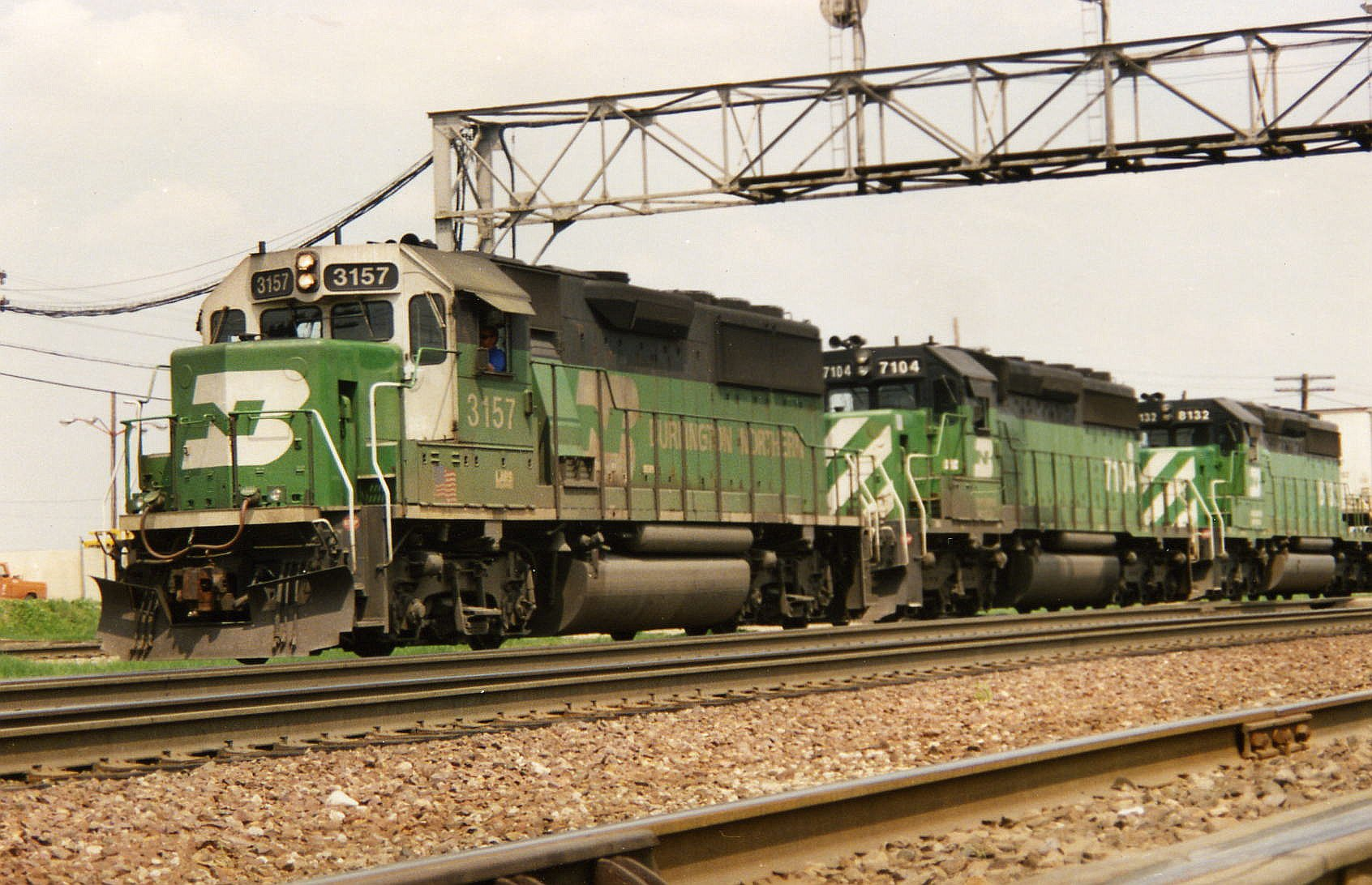
伯靈頓北方鐵路（英语：Burlington Northern Railroad）公司的EMD GP50型柴電動力機車
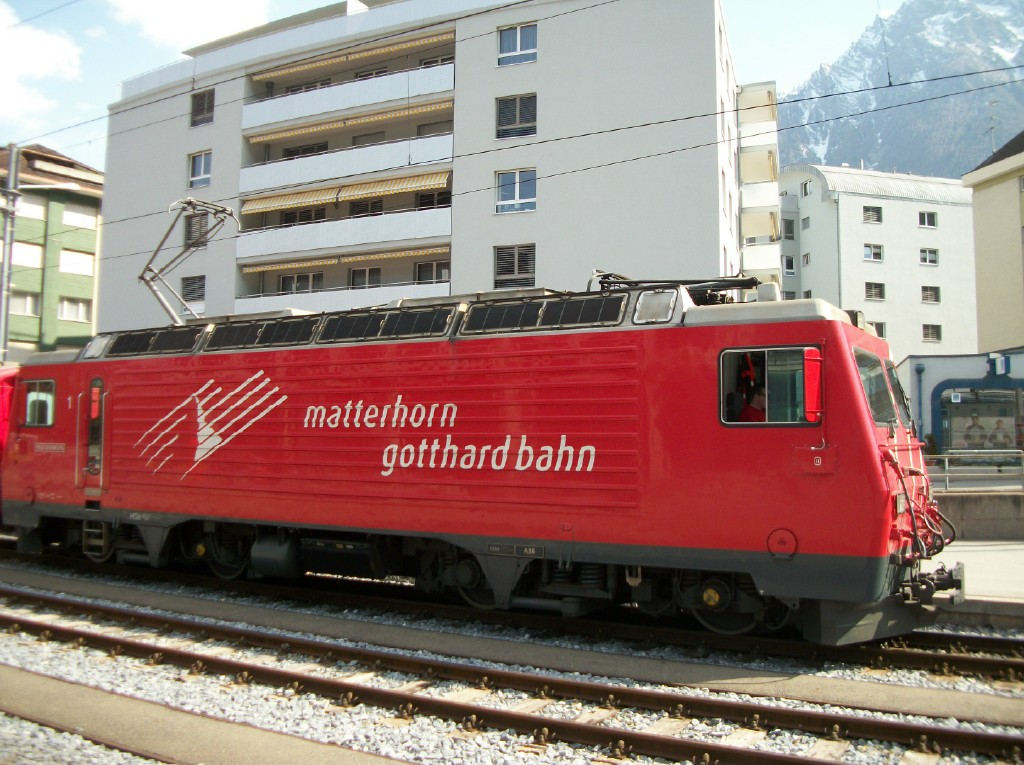
瑞士布里格的電力機車；留意右上方的是阿爾卑斯山。
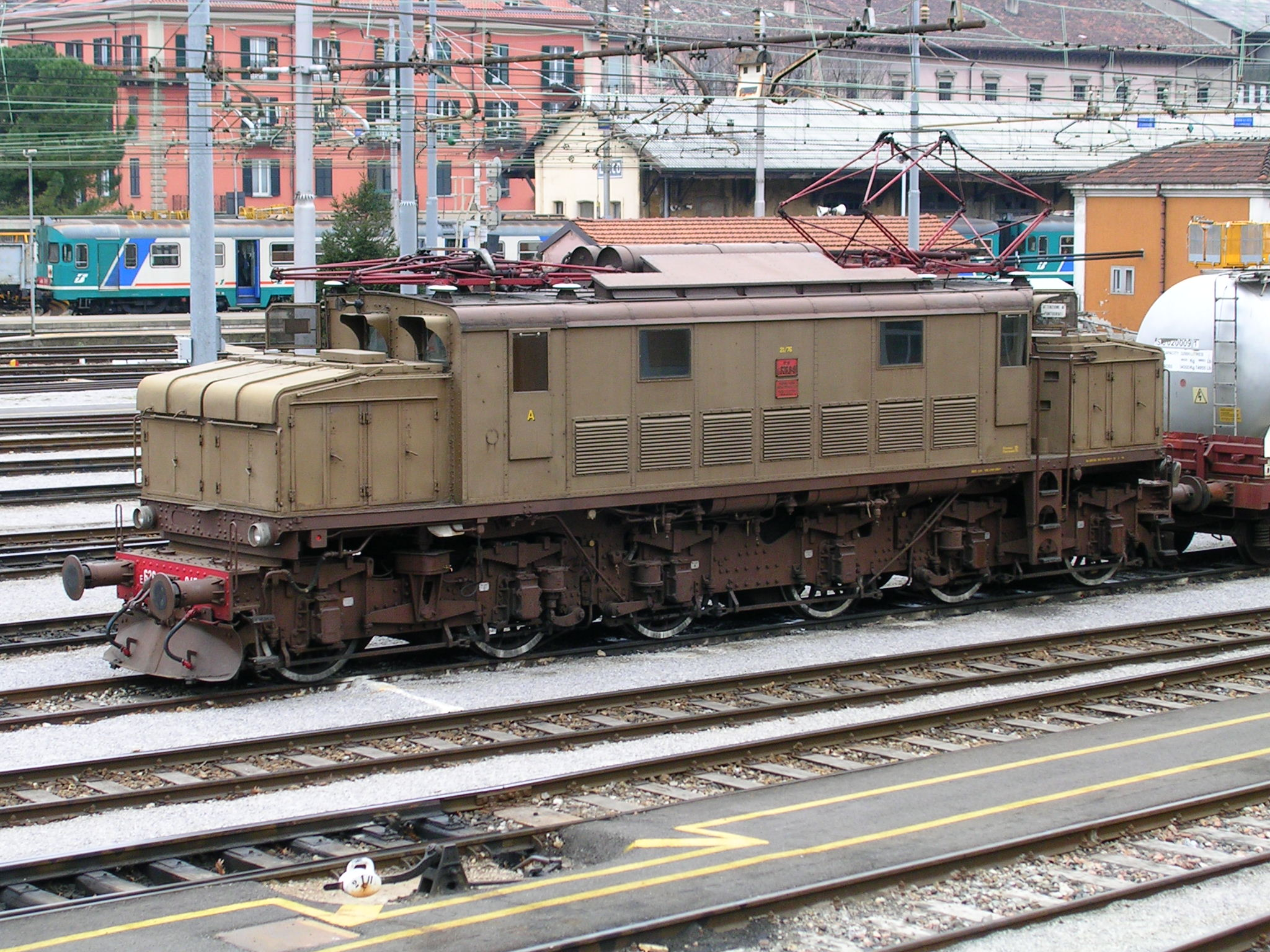
意大利國鐵E626型機車（英语：FS Class E.626）現在被封存在拉斯博齊亞的國家交通博物館。
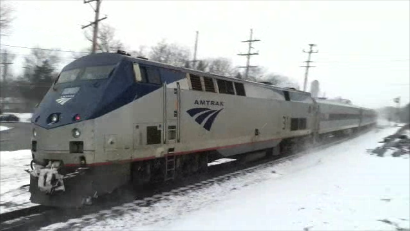
通用電氣 P42DC 柴電機車是現時美鐵的主力機車。
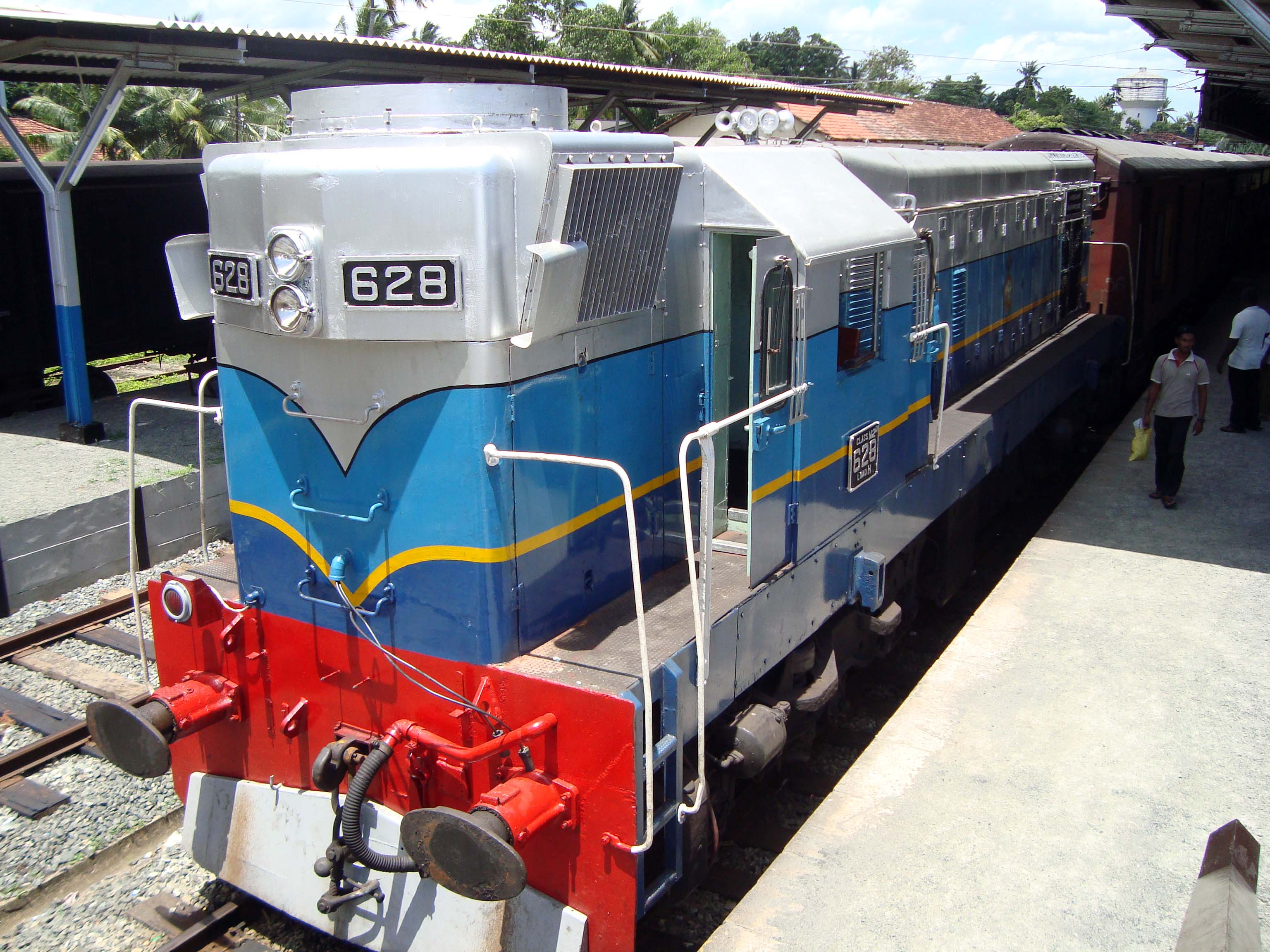
斯里蘭卡國營鐵路部門用作客運和貨運的G12型柴油機車。
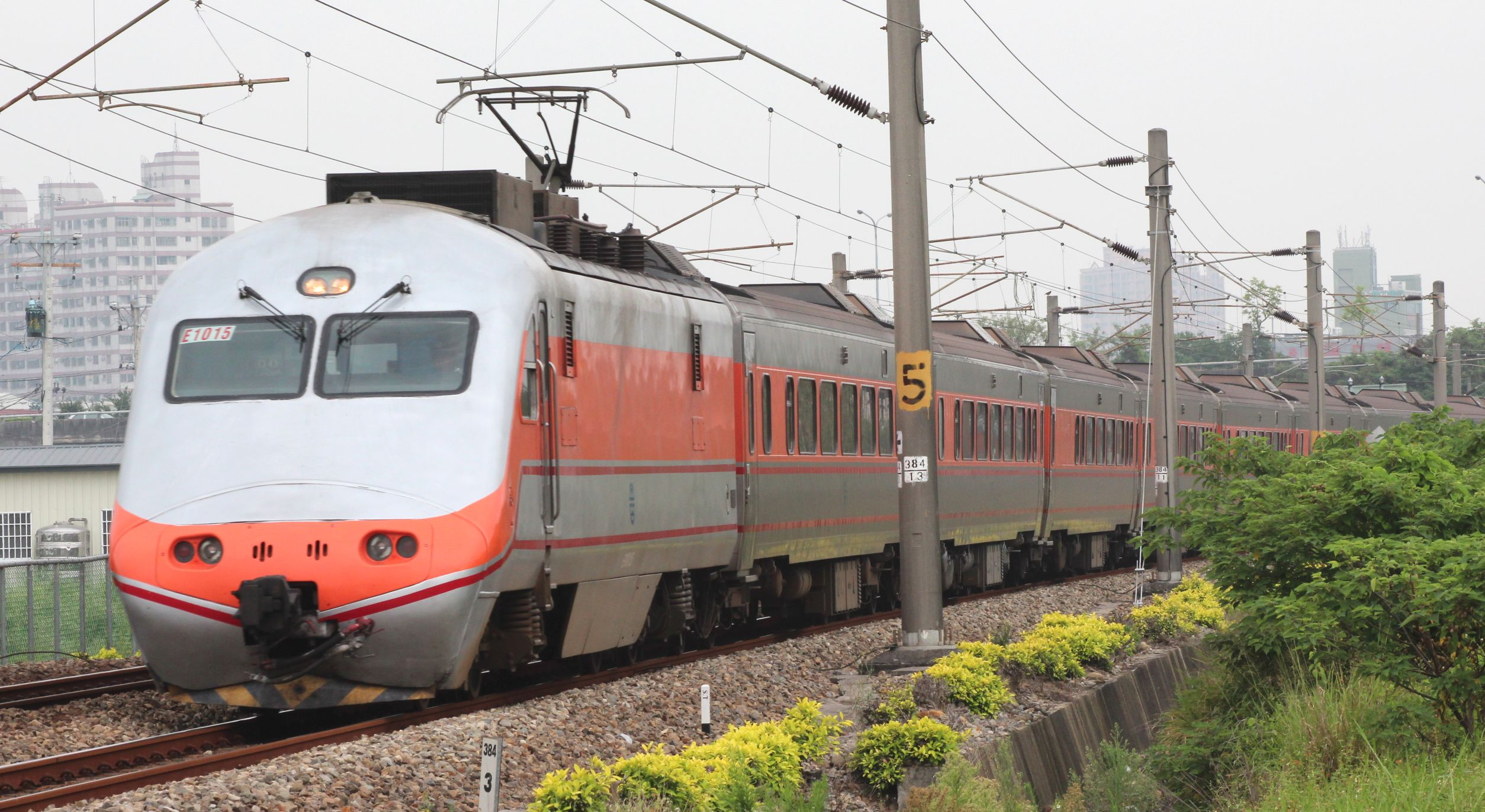
台鐵E1000型電力機車，專門牽引PP自強號。
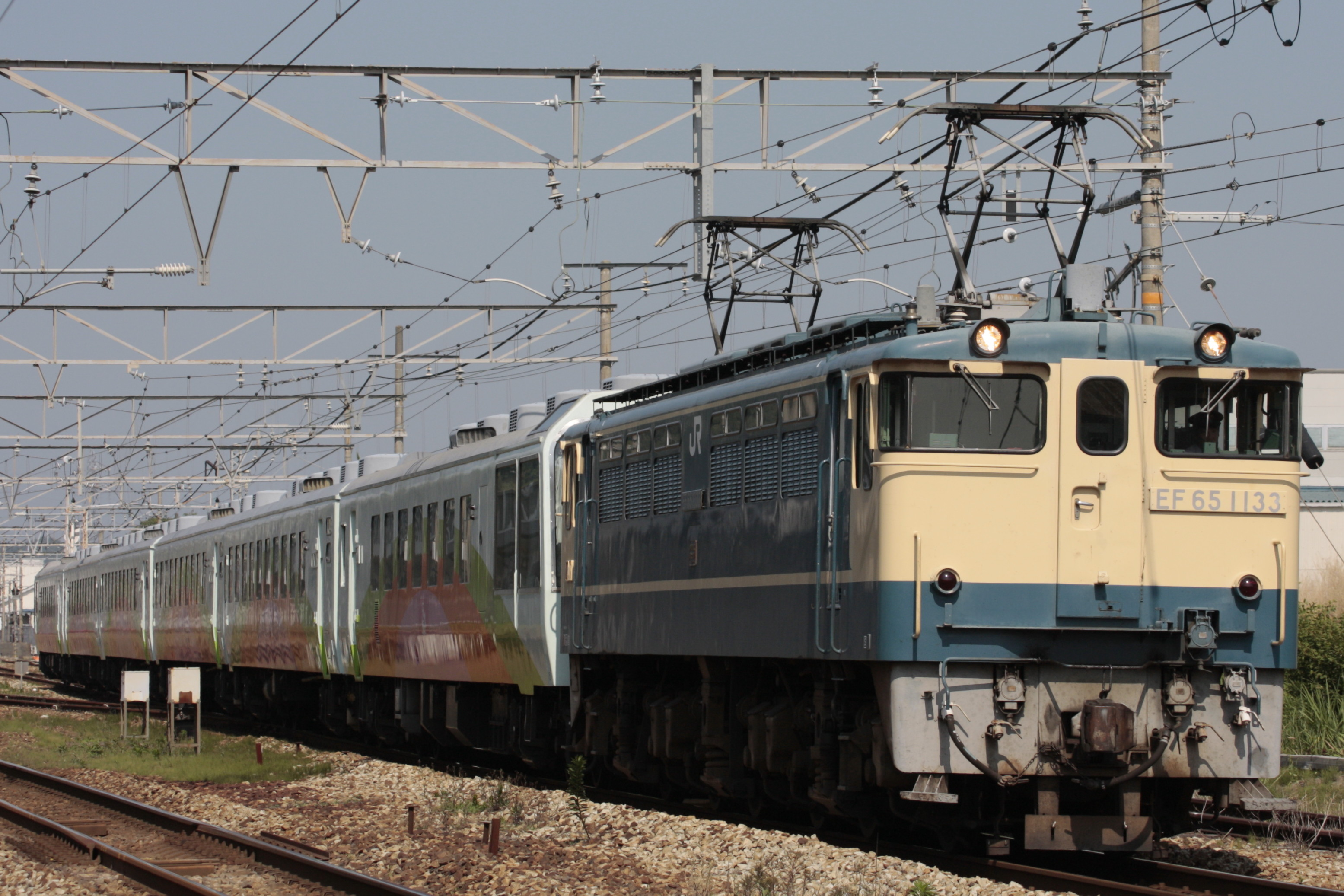
JR西日本的EF65型客運及貨運電力機車在岡山縣行駛。